# Ron Perlman
Ronald N. "Ron" Perlman (n. 13 aprilie 1950, New York City) este un actor american de film, voce și televiziune.

## Filmografie
| An   | Titlu                                              | Rol                                       | Note                                                                                         |
| ---- | -------------------------------------------------- | ----------------------------------------- | -------------------------------------------------------------------------------------------- |
| 1981 | Quest for Fire                                     | Amoukar                                   | Nominalizare - Genie Award for Best Performance by a Foreign Actor                           |
| 1984 | The Ice Pirates                                    | Zeno                                      |                                                                                              |
| 1986 | The Name of the Rose                               | Salvatore                                 |                                                                                              |
| 1988 | A Stoning in Fulham County                         | Jacob Shuller                             | Film de televiziune                                                                          |
| 1992 | Blind Man's Bluff                                  | Frank Cerrillo                            | Film de televiziune                                                                          |
| 1992 | Sleepwalkers                                       | Captain Soames                            |                                                                                              |
| 1993 | Cronos                                             | Angel De La Guardia                       |                                                                                              |
| 1993 | Romeo Is Bleeding                                  | Jack's attorney                           |                                                                                              |
| 1993 | When the Bough Breaks                              | Dr. Douglas Eben                          |                                                                                              |
| 1993 | The Adventures of Huck Finn                        | Pap Finn                                  |                                                                                              |
| 1993 | Arly Hanks                                         | Jim-Bob Buchanan                          | Film de televiziune                                                                          |
| 1994 | The Cisco Kid                                      | Lt. Col. Delacroix                        | Film de televiziune                                                                          |
| 1994 | Double Exposure                                    | John McClure                              |                                                                                              |
| 1994 | Police Academy: Mission to Moscow                  | Konstantine Konali                        |                                                                                              |
| 1994 | Sensation                                          | Detective Pantella                        |                                                                                              |
| 1995 | Original Sins                                      | Chas Bradley                              | Film de televiziune                                                                          |
| 1995 | The City of Lost Children                          | One                                       |                                                                                              |
| 1995 | The Last Supper                                    | Norman Arbuthnot                          |                                                                                              |
| 1995 | Fluke                                              | Sylvester                                 |                                                                                              |
| 1995 | Mr. Stitch                                         | Doctor Frederick Texarian                 | Film de televiziune                                                                          |
| 1995 | The Adventures of Captain Zoom in Outer Space      | Lord Vox of Vestron                       | Film de televiziune                                                                          |
| 1996 | The Island of Dr. Moreau                           | Sayer of the Law                          |                                                                                              |
| 1997 | The Second Civil War                               | Alan Manieski                             | Film de televiziune                                                                          |
| 1997 | Prince Valiant                                     | Boltar                                    |                                                                                              |
| 1997 | Tinseltown                                         | Cliff                                     |                                                                                              |
| 1997 | Alien Resurrection                                 | Johner                                    |                                                                                              |
| 1998 | I Woke Up Early the Day I Died                     | Cemetery Caretaker                        |                                                                                              |
| 1998 | Frogs for Snakes                                   | Gascone                                   |                                                                                              |
| 1998 | The Protector                                      | Dr. Ramsey Krago                          |                                                                                              |
| 1998 | A Town Has Turned to Dust                          | Jerry Paul                                | Film de televiziune                                                                          |
| 1998 | Houdini                                            | Booking Agent                             | Film de televiziune                                                                          |
| 1998 | An American Tail: The Treasure of Manhattan Island | Mr. Grasping (voce)                       | Direct-to-video                                                                              |
| 1999 | Happy, Texas                                       | Marshal Nalhober                          |                                                                                              |
| 1999 | Supreme Sanction                                   | The Director                              | Film de televiziune                                                                          |
| 1999 | Primal Force                                       | Frank Brodie                              | Film de televiziune                                                                          |
| 2000 | The Trial of Old Drum                              | Charles Burden Sr.                        |                                                                                              |
| 2000 | Titan A.E.                                         | Sam Tucker (voce)                         |                                                                                              |
| 2000 | Operation Sandman                                  | Dr. Harlan Jessup                         |                                                                                              |
| 2000 | The King's Guard                                   | Lord Morton                               |                                                                                              |
| 2000 | Operation Sandman                                  | Dr. Harlan Jessup                         | Film de televiziune                                                                          |
| 2000 | Price of Glory                                     | Nick Everson                              |                                                                                              |
| 2000 | The Trial of Old Drum                              | Charles Burden Sr.                        | Film de televiziune                                                                          |
| 2000 | Bread and Roses                                    | Rolul propriei persoane                   | Cameo necreditat                                                                             |
| 2000 | Stroke                                             | Schumaker                                 |                                                                                              |
| 2001 | Down                                               | Mitchell                                  |                                                                                              |
| 2001 | Enemy at the Gates                                 | Koulikov                                  |                                                                                              |
| 2002 | Blade II                                           | Dieter Reinhardt                          |                                                                                              |
| 2002 | Night Class                                        | Morgan                                    |                                                                                              |
| 2002 | Crime and Punishment                               | Dusharo                                   |                                                                                              |
| 2002 | Star Trek Nemesis                                  | Reman Viceroy                             |                                                                                              |
| 2002 | Shakedown                                          | Christopher 'St. Joy' Bellows             | Direct-to-video                                                                              |
| 2003 | Boys on the Run                                    | Captain                                   |                                                                                              |
| 2003 | Rats                                               | Dr. William Winslow                       |                                                                                              |
| 2003 | Hoodlum & Son                                      | 'Ugly' Jim McCrae                         |                                                                                              |
| 2003 | Absolon                                            | Murchison                                 |                                                                                              |
| 2003 | Two Soldiers                                       | Colonel McKellog                          | Film scurt                                                                                   |
| 2003 | Looney Tunes: Back in Action                       | VP for Never Learning                     |                                                                                              |
| 2004 | Comic Book: The Movie                              | Himself                                   | Cameo Direct-to-video                                                                        |
| 2004 | Hellboy                                            | Hellboy                                   | Nominalizare - Fangoria Chainsaw Award for Best Leading Actor                                |
| 2004 | Quiet Kill                                         | Detective Sergeant Perry                  |                                                                                              |
| 2005 | The Second Front                                   | General von Binding                       |                                                                                              |
| 2005 | Missing in America                                 | Red                                       |                                                                                              |
| 2005 | Tarzan II                                          | Kago (voce)                               | Direct-to-video                                                                              |
| 2005 | Scooby-Doo! in Where's My Mummy?                   | Hotep (voce)                              | Direct-to-video                                                                              |
| 2006 | Local Color                                        | Curtis Sunday                             |                                                                                              |
| 2006 | Desperation                                        | Collie Entragian                          | Film de televiziune                                                                          |
| 2006 | How to Go Out on a Date in Queens                  | Vito                                      |                                                                                              |
| 2006 | The Last Winter                                    | Ed Pollack                                | Nominalizare - Gotham Award for Best Ensemble Cast                                           |
| 2006 | 5ive Girls                                         | Father Drake                              |                                                                                              |
| 2006 | Scooby-Doo! Pirates Ahoy!                          | Captain Skunkbeard/Biff Wellington (voce) | Direct-to-video                                                                              |
| 2006 | Hellboy: Sword of Storms                           | Hellboy (voce)                            | Direct-to-video                                                                              |
| 2007 | In the Name of the King: A Dungeon Siege Tale      | Norick                                    |                                                                                              |
| 2007 | Hellboy: Blood and Iron                            | Hellboy (voce)                            | Direct-to-video                                                                              |
| 2007 | Battle for Terra                                   | Elder Vorin (voce)                        |                                                                                              |
| 2008 | Uncross the Stars                                  | Bobby Walden                              |                                                                                              |
| 2008 | Hellboy II: The Golden Army                        | Hellboy                                   | Fangoria Chainsaw Award for Best Leading Actor Nominalizare - MTV Movie Award for Best Fight |
| 2008 | Outlander                                          | Gunnar                                    |                                                                                              |
| 2008 | Spirit of the Forest                               | Oak (voce)                                |                                                                                              |
| 2008 | Mutant Chronicles                                  | Brother Samuel                            |                                                                                              |
| 2009 | The Devil's Tomb                                   | Wesley                                    |                                                                                              |
| 2009 | Dark Country                                       | Deputy Thompson                           | Direct-to-video                                                                              |
| 2009 | I Sell The Dead                                    | Father Duffy                              |                                                                                              |
| 2009 | The Job                                            | Jim                                       |                                                                                              |
| 2010 | Killer by Nature                                   | Dr. Julian                                |                                                                                              |
| 2010 | Acts of Violence                                   | Priest Bill                               |                                                                                              |
| 2010 | Tangled                                            | Stabbington Brothers (voices)             |                                                                                              |
| 2010 | Bunraku                                            | Nicola                                    |                                                                                              |
| 2010 | The Legend of Secret Pass                          | Parker (voce)                             |                                                                                              |
| 2011 | Season of the Witch                                | Felson                                    |                                                                                              |
| 2011 | The Littlest Angel                                 | God (voce)                                |                                                                                              |
| 2011 | Conan the Barbarian                                | Corin                                     |                                                                                              |
| 2011 | Drive                                              | Nino                                      |                                                                                              |
| 2011 | Elwood                                             | Louie the Jaw                             | Film scurt                                                                                   |
| 2012 | The Scorpion King 3: Battle for Redemption         | Horus                                     | Direct-to-video                                                                              |
| 2012 | Bad Ass                                            | Mayor Williams                            |                                                                                              |
| 2012 | The Punisher: Dirty Laundry                        | Big Mike                                  | Film scurt                                                                                   |
| 2012 | Crave                                              | Pete                                      |                                                                                              |
| 2012 | 3,2,1... Frankie Go Boom                           | Phil                                      |                                                                                              |
| 2013 | Pacific Rim                                        | Hannibal Chau                             |                                                                                              |
| 2013 | Justice League: The Flashpoint Paradox             | Slade Wilson/Deathstroke (voce)           | Direct-to-video                                                                              |
| 2013 | The House of Magic                                 | Randy (voce)                              |                                                                                              |
| 2014 | The Virginian                                      | Judge Henry                               | Direct-to-video                                                                              |
| 2014 | Tbilisi, I Love You                                | Motociclistul american                    |                                                                                              |
| 2014 | 13 Sins                                            | Chilcoat                                  |                                                                                              |
| 2014 | Before I Disappear                                 | Bill                                      |                                                                                              |
| 2014 | Kid Cannabis                                       | Barry Lerner                              |                                                                                              |
| 2014 | Dermaphoria                                        | Anslinger                                 | Post-producție                                                                               |
| 2014 | The Book of Life                                   | Xibalba (voce)                            | Post-producție                                                                               |
| 2015 | Skin Trade                                         | Viktor Dragovic                           | Post-producție                                                                               |

## Televiziune
| An         | Titlu                                 | Rol                                 | Note |
| ---------- | ------------------------------------- | ----------------------------------- | --- |
| 1979       | Ryan's Hope                           | Dr. Bernie Marx                     | 2 episoade |
| 1985       | The Fall Guy                          | Thug                                | Episodul: "Split Image" |
| 1985       | Our Family Honor                      | Bausch                              | Episodul: "Pilot" |
| 1985       | MacGruder and Loud                    | Attorney                            | Episodul: "The Very Scary Man" |
| 1985       | Our Family Honor                      | Bausch                              | Episodul: "Split Image" |
| 1986       | The Insiders                          |                                     | Episodul: "Den of Thieves" |
| 1986       | Miami Vice                            | John Ruger                          | Episodul: "Walk-Alone" |
| 1987–1990  | Beauty and the Beast                  | Vincent                             | 55 episoade Golden Globe Award for Best Actor – Television Series Drama (1989) Q Award for Best Actor in a Quality Drama Series (1988, 1989) Nominalizare - Primetime Emmy Award for Outstanding Lead Actor in a Drama Series (1988, 1989) |
| 1992–1993  | Batman: The Animated Series           | Clayface / Driller (voices)         | 4 episoade |
| 1993       | The Untouchables                      | Snake                               | Episodul: "Railroaded" |
| 1993       | Bonkers                               | Sergeant Francis Q. Grating (voce)  | 17 episoade |
| 1993       | Animaniacs                            | Satan / Sgt. Sweete (voices)        | 2 episoade |
| 1994       | Aladdin                               | Arbutus (voce)                      | Episodul: "Garden of Evil" |
| 1994       | Mighty Max                            | Goar (voce)                         | Episodul: "Tar Wars" |
| 1994       | The Little Mermaid                    | Apollo (voce)                       | Episodul: "Heroes" |
| 1995       | Tiny Toon Adventures                  | Mr. Scratch (voce)                  | Episodul: "Night Ghoulery" |
| 1995       | Fantastic Four                        | Wizard / Hulk (voices)              | 2 episoade |
| 1995       | Iron Man                              | Dr. Bruce Banner/The Hulk (voce)    | Episodul: "Hulk Buster" |
| 1996       | Phantom 2040                          | Graft (voce)                        | 22 episoade |
| 1996       | Wing Commander Academy                | Daimon Karnes (voce)                | 2 episoade |
| 1996       | Duckman                               | Roland Thompson (voce)              | Episodul: "They Craved Duckman's Brain!" |
| 1996       | Mortal Kombat: Defenders of the Realm | Kurtis Stryker (voce)               | 13 episoade |
| 1996–1998  | Hey Arnold!                           | Mickey Kaline (voce)                | 2 episoade |
| 1996       | Highlander: The Series                | The Messenger                       | Episodul: "The Messenger" |
| 1997       | Tracey Takes On...                    | Stuart                              | Episodul: "Secrets" |
| 1997       | Perversions of Science                | 40132                               | Episodul: "The Exile" |
| 1997–1999  | Superman: The Animated Series         | Jax-Ur (voce)                       | 3 episoade |
| 1997–1998  | The New Batman Adventures             | Clayface (voce)                     | 4 episoade |
| 1998–2000  | The Magnificent Seven                 | Josiah Sanchez                      | 22 episoade |
| 1998       | Godzilla                              | Leviathan Alien (voce)              | Episodul: "Leviathan" |
| 1998       | The Outer Limits                      | Lt. Col. Brandon Grace              | Episodul: "Black Box" |
| 1999       | Family Law                            | Roy                                 | Episodul: "The List" |
| 1999       | Men in Black: The Series              | Javkor (voce)                       | Episodul: "The Puppy Love Syndrome" |
| 2000       | The Wild Thornberrys                  | Wild Horse (voce)                   | Episodul: "Horse Sense" |
| 2000       | Jackie Chan Adventures                | Karl (voce)                         | Episodul: "Shell Game" |
| 2000       | Buzz Lightyear of Star Command        | Leader (voce)                       | Episodul: "Haunted Moon" |
| 2001       | Charmed                               | Mr Kelleman                         | Episodul: "Wrestling with Demons" |
| 2001       | The Legend of Tarzan                  | Colonel Nikolas Rokoff (voce)       | Episodul: "Tarzan and the Lost Treasure" |
| 2001       | The Tick                              | Fiery Blaze                         | Episodul: "Couples" |
| 2003       | Static Shock                          | Heavyman (voce)                     | Episodul: "The Parent Trap" |
| 2003       | Justice League                        | Clayface / Orion (voices)           | 4 episoade |
| 2003–2006  | Teen Titans                           | Slade (voce)                        | 14 episoade |
| 2004–2007  | Danny Phantom                         | Mr. Lancer (voce)                   | 19 episoade |
| 2005       | What's New, Scooby-Doo?               | Joe/Frozen Fiend (voce)             | Episodul: "Diamonds Are a Ghouls Best Friend" |
| 2005–2008  | The Batman                            | Killer Croc / Bane / Rumor (voices) | 4 episoade |
| 2006       | Masters of Horror                     | Dwayne Burcell                      | Episodul: "Pro-Life" |
| 2006       | Justice League Unlimited              | Orion (voce)                        | Episodul: "Flash and Substance" |
| 2007       | Afro Samurai                          | Justice (voce)                      | Dublare în engleză 2 episoade |
| 2007       | Kim Possible                          | Warhawk (voce)                      | 2 episoade |
| 2007       | Avatar: The Last Airbender            | Firelord Sozin (voce)               | Episodul: "The Avatar and the Firelord" |
| 2008–2013  | Sons of Anarchy                       | Clay Morrow                         | 75 episoade |
| 2008–2010  | Chowder                               | Arbor (voce)                        | 3 episoade |
| 2009       | Star Wars: The Clone Wars             | Gha Nachkt (voce)                   | 2 episoade |
| 2009       | Robot Chicken                         | Tony Stark / Handy Ball (voices)    | Episodul: "Tell My Mom" |
| 2009–2012  | 1000 Ways to Die                      | Naratorul                           | 45 episoade |
| 2010, 2014 | Archer                                | Ramon Limon (voce)                  | 2 episoade |
| 2010       | Batman: The Brave and the Bold        | Doctor Double X (voce)              | Episodul: "A Bat Divided" |
| 2011–2012  | American Dad                          | Monster Hunter / Colonel (voices)   | 2 episoade |
| 2011–2014  | Adventure Time                        | The Lich (voce)                     | 8 episoade |
| 2012       | DC Nation Shorts                      | Slade / Alfred Pennyworth (voices)  | Episodul 3 |
| 2013       | Green Lantern: The Animated Series    | Sinestro (voce)                     | Episodul: "Prisoner of Sinestro" |
| 2014       | Hand of God                           | Judge Pernell                       | Amazon Studios; episod pilot |

## Jocuri video
| An   | Titlu                                              | Rol                              | Note            |
| ---- | -------------------------------------------------- | -------------------------------- | --------------- |
| 1994 | The Adventures of Batman & Robin                   | Clayface                         |                 |
| 1995 | Chronomaster                                       | Rene Korda                       |                 |
| 1997 | Fallout                                            | Narator                          |                 |
| 1998 | Fallout 2                                          | Narator                          |                 |
| 2001 | Icewind Dale: Heart of Winter                      | Wylfdene                         |                 |
| 2001 | Fallout Tactics: Brotherhood of Steel              | Narator                          |                 |
| 2003 | Batman: Rise of Sin Tzu                            | Clayface                         |                 |
| 2003 | True Crime: Streets of LA                          | Misha                            |                 |
| 2003 | Lords of EverQuest                                 | Lord Skass                       |                 |
| 2004 | The Chronicles of Riddick: Escape from Butcher Bay | Jagger Valance                   |                 |
| 2004 | Halo 2                                             | Fleet Admiral Lord Terrence Hood |                 |
| 2005 | NARC                                               | Captain Joe Kowalski             |                 |
| 2005 | Gun                                                | Mayor Hoodoo Brown               |                 |
| 2005 | The Incredible Hulk: Ultimate Destruction          | Emil Blonsky/The Abomination     |                 |
| 2005 | Teen Titans                                        | Slade                            |                 |
| 2005 | The Outfit                                         | Tommy Mac                        |                 |
| 2006 | Justice League Heroes                              | Bruce Wayne/Batman               |                 |
| 2007 | Halo 3                                             | Fleet Admiral Lord Terrence Hood |                 |
| 2007 | Conan                                              | Conan of Cimmeria                |                 |
| 2008 | Turok                                              | Slade                            |                 |
| 2008 | Hellboy: The Science of Evil                       | Hellboy                          |                 |
| 2008 | Fallout 3                                          | Narator                          |                 |
| 2009 | Afro Samurai                                       | Justice                          | Dublare engleză |
| 2009 | Tom Clancy's H.A.W.X 2                             | Dagger                           |                 |
| 2010 | Fallout: New Vegas                                 | Narator                          |                 |
| 2016 | Payday 2                                           | Rust                             |                 |

## Scenă
| An        | Titlu                 | Rol                    | Note                         |
| --------- | --------------------- | ---------------------- | ---------------------------- |
| 1979–1980 | Teibele and Her Demon | Beadle Treitel         | Brooks Atkinson Theatre      |
| 1989–1991 | A Few Good Men        | Lt. Col. Nathan Jessep | Music Box Theatre            |
| 1996      | Bus Stop              | Dr. Gerald Lyman       | Circle in the Square Theatre |